# 프랑스 도팽 루이 조제프
루이 조제프 자비에 프랑수아 드 프랑스(Louis Joseph Xavier François de France, 1781년 10월 22일 ~ 1789년 6월 4일)는 루이 16세와 마리 앙투아네트의 장남이자, 루이 16세 부부의 두번째 자식으로, 루이 17세 이전, 첫 도팽이었다.
병약한 아이었던 루이 조제프는 7살의 나이로 1789년 6월 4일 뫼동에서 1789년 삼부회 시기 와중 사망했다.